# جولای جوبا
جولای جوبا (نام علمی: Ploceus dichrocephalus) نام یک گونه از سرده جولاها است.